# Wilhelm Grimme
Wilhelm Grimme (12 de Maio de 1907 - 6 de Outubro de 1942) foi um comandante de U-Boot que serviu na Kriegsmarine durante a Segunda Guerra Mundial.